# Tschaunbucht
Die Tschaunbucht (russisch Чаунская губа) liegt im Autonomen Kreis der Tschuktschen an der Nordküste von Nordost-Sibirien an der Ostsibirischen See.  
Die Bucht ragt etwa 150 km ins Landesinnere hinein. Ihre Breite beträgt 100 km. Die große Aion-Insel und die beiden sehr kleinen Routan-Inseln liegen am Ausgang der Bucht. Über drei Wasserstraßen ist die Bucht mit dem Meer verbunden: Kleine Tschaun-Straße (Proliw Maly Tschaunski, im Westen, zwischen Aion und dem Festland), Proliw Sredni (zwischen Aion und den Routan-Inseln, etwa 30 km breit) und Pewek (im Osten, zwischen Bolschoi Routan und dem am Festland gelegenen Hafen Pewek). Aufgrund ihrer nördlichen Lage ist die Bucht die meiste Zeit im Jahr eisbedeckt. Am Südufer münden mehrere größere Flüsse in die Tschaunbucht, darunter Paljawaam, Tschaun, Putschewejem, Itschuwejem, Kremjanka und Leljuwejem.